# Carnus mexicana
Carnus mexicana är en tvåvingeart som beskrevs av David Grimaldi 1997. Carnus mexicana ingår i släktet Carnus och familjen kadaverflugor. Inga underarter finns listade i Catalogue of Life.